# Kings of the Sun
Kings of the Sun (bra: Os Reis do Sol) é um filme de aventura dos Estados Unidos de 1963, realizado por J. Lee Thompson.

## Elenco
- Yul Brynner...Chefe Águia Negra
- George Chakiris...Balam, rei dos maias
- Shirley Anne Field...Ixchel
- Richard Basehart...Ah Min, alto-sacerdote
- Brad Dexter...Ah Haleb
- Barry Morse...Ah Zok
- Armando Silvestre...Isatai
- Leo Gordon...Hunac Kell
- Victoria Vetri...Ixzubin
- Rudy Solari...Pitz
- Ford Rainey...Chefe
- James Coburn...Narrador